# Збірна Італії з баскетболу
Збірна Італії з баскетболу — національна баскетбольна команда, яка представляє Італію на міжнародній баскетбольній арені. Керуючим органом збірної виступає Італійська федерація баскетболу.

## Історія
Свій перший матч в історії баскетбольна збірна Італії зіграла 4 квітня 1926 року в Мілані проти збірної Франції. Матч закінчився перемогою італійців з рахунком 23:17. У 1936 році баскетбольна збірна Італії вперше взяла участь в Олімпійських іграх і посіла сьоме місце серед 20 команд учасниць. На чемпіонаті Європи 1937 збірна Італії посіла друге місце, програвши у фіналі Литві. На Олімпійських іграх 1960 в Римі, Італія посіла четверте місце.
У 1979 році збірну очолив Сандро Гамба, який привів її до срібних медалей Олімпійських ігор у Москві 1980 року, золотим медалям чемпіонату Європи 1983 року, бронзовим медалям чемпіонату Європи 1985 року, срібним медалям чемпіонату Європи 1991 року. У 1993–1997 роках збірну очолював Етторе Мессіна. У 1997 році Італія стала другою на чемпіонаті Європи. Після Мессіни збірну до 2001 року очолював Богдан Таньєвич і в 1999 році Італія виграла свій другий Чемпіонат Європи.
У 2001 році збірну очолив Карло Рекалкаті. У 2004 році на Олімпіаді в Афінах Італія посіла друге місце. З 2009 збірну очолює Сімоне П'яніджані.